# Chirurgia maxillo-facciale

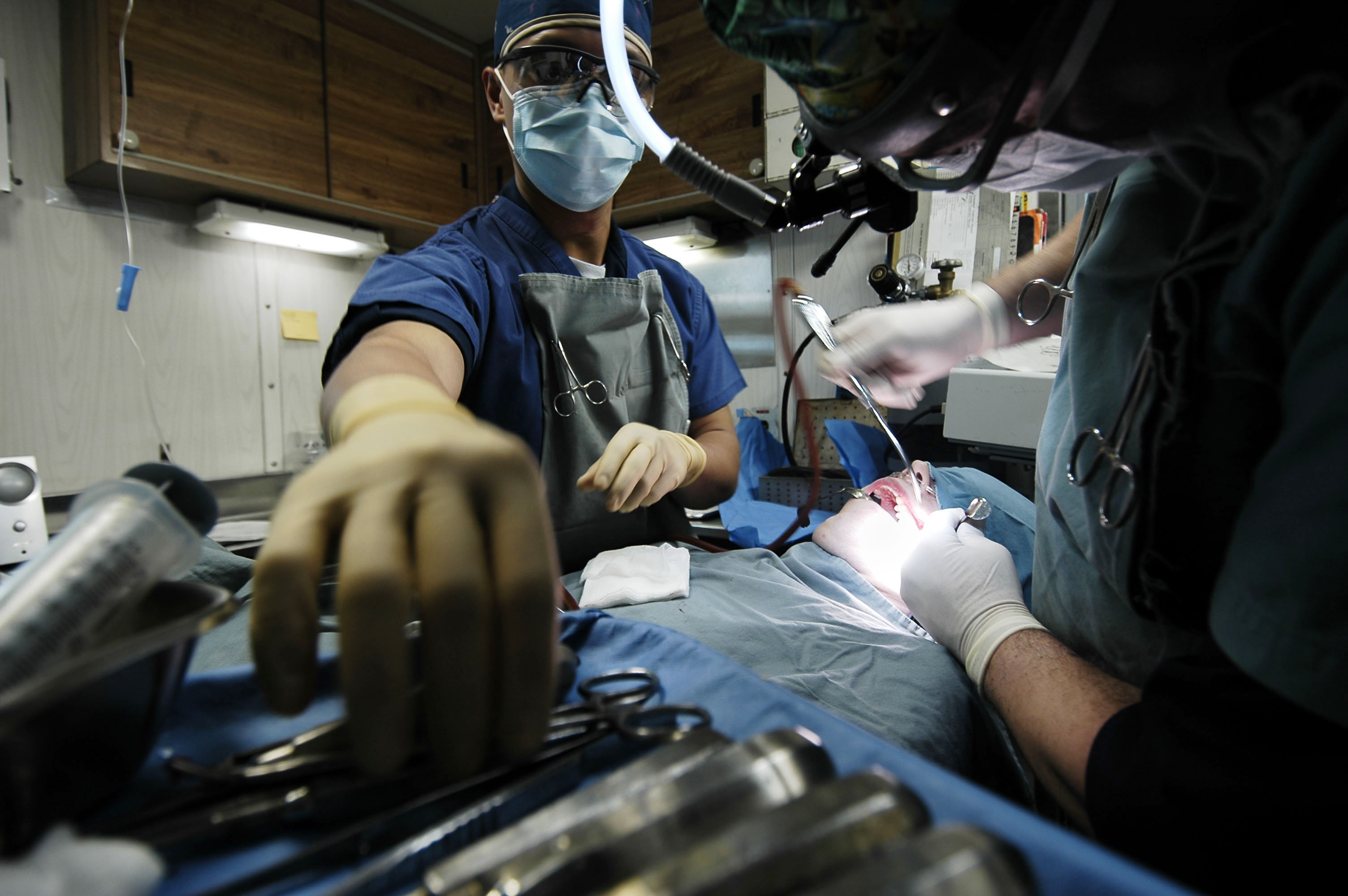
Chirurghi maxillo-facciali all'opera

La chirurgia maxillo-facciale è una specialità medico-chirurgica che si occupa di tutte le operazioni mirate alla cura di vari tipi di patologia (traumatismo, malformazione, neoplasia, infezione e malattia degenerativa) e di problemi estetico-funzionali della faccia e dello scheletro facciale.
Comprende tutte le fasi cliniche, diagnostiche e imaging, la scelta della terapia chirurgica indicata e il successivo follow-up.

## Campi d'azione
1. Chirurgia ortognatica.
2. Chirurgia orale.
3. Chirurgia della lingua, del palato e dei tessuti molli della bocca.
4. Artroscopia temporomandibolare e chirurgia dell'articolazione mandibolare.
5. Chirurgia delle patologie infiammatorie delle ossa mascellari e della faccia.
6. Traumatologia delle ossa facciali e dei tessuti molli soprastanti.
7. Correzione di malformazioni e deformità congenite delle ossa mascellari e della faccia (es. labiopalatoschisi, cisti odontogene).
8. Chirurgia dell'orbita oculare (malformativa, traumatologica, oncologica, estetica).
9. Chirurgia estetica della faccia (es. rinoplastica, blefaroplastica, malaroplastica, mentoplastica, ritidectomia (lifting)).
10. Chirurgia ricostruttiva ossea dei mascellari e dello scheletro facciale.
11. Distrazione osteogenetica delle ossa facciali e mascellari.
12. Microchirurgia ricostruttiva di ossa, tessuti molli e nervi con trapianti rivascolarizzati da altri distretti corporei (lembi liberi).

La competenza specifica dello specialista comprende oltre alla preparazione medica generale, conoscenze nel campo dell'odontoiatria, della chirurgia plastica, dell'otorinolaringoiatria e della neurochirurgia. Alcuni interventi di chirurgia maxillo-facciale vengono effettuati in regime di ricovero (day surgery o ordinario), i più importanti in anestesia generale, eventualmente con intubazione nasale o tracheostomia, data la complessità. Altri interventi più semplici invece possono essere effettuati in regime ambulatoriale.

## Formazione
Italia
L'iter formativo per ottenere il titolo di "Specialista in Chirurgia Maxillo-Facciale" in Italia prevede di conseguire la Laurea in Medicina e Chirurgia, della durata di 6 anni, e successivamente la Specializzazione in Chirurgia Maxillo-Facciale, della durata di 5 anni. Gli specialisti in Chirurgia Maxillo-Facciale in Italia non possono iscriversi all'Albo degli Odontoiatri e pertanto non possono esercitare attività odontoiatrica, a meno che non possiedano anche la laurea in Odontoiatria e Protesi Dentaria.

### Europa
La formazione varia negli altri paesi europei, anche all'interno della stessa Unione Europea, dove la Specializzazione in Chirurgia Maxillo-Facciale richiede alternativamente la formazione di base di Medico Chirurgo (ad es. Francia, Spagna, Polonia) o la doppia formazione di base di Medico chirurgo e di Odontoiatra (ad es. Paesi Bassi, Belgio, Germania, Irlanda, Regno Unito) oppure la formazione Odontoiatrica come in Repubblica Ceca, Danimarca, Svezia, Norvegia e Finlandia.
La Direttiva 2005/36/CE e la Direttiva 2013/55/UE ,che la integra, tuttavia consentono agli Stati UE di attivare sul proprio territorio entrambi i percorsi formativi di medico e  5 anni di specializzazione o di medico e odontoiatra e 4 anni di specializzazione, che entrambi coesistono nel Lussemburgo (Direttiva 2005/36/CE, 5.1.3).

### Federazione Russa
In Russia, la specialità "Chirurgia Oro-Maxillo-Facciale" può essere ottenuta dai possessori della Laurea in "Medicina generale", "Pediatria" e  "Odontoiatria"; formati in residenza clinica. La durata del tirocinio in residenza clinica è di 2 anni.

### America del Nord e America Latina
Nei paesi dell'America del Nord, dov'è nata questa specialità medica, viene definita "Chirurgia Orale e Maxillo-Facciale" (OMFS) ed è un percorso di specializzazione esclusivamente odontoiatrico (DDS o DMD), e include l'ottenimento del titolo di Medicinae Doctor (MD).
In America Latina il titolo di (OMFS) "Chirurgia Bucco-Maxillo-Facciale" richiede la formazione odontoiatrica e non da accesso al titolo MD.